# Janina Dorman
Janina Dorman (Dormanowa) z domu Polańska (ur. 4 lutego 1910 w Sosnowcu-Niwce, zm. 12 września 2004 w Będzinie) – aktorka Teatru Dzieci Zagłębia w Będzinie, reżyserka, pisarka, nauczycielka. Od 1938 roku żona twórcy teatralnego, Jana Dormana (1912–1986).
Pochodziła z rodziny robotniczej. W 1932 ukończyła Żeńskie Studium Nauczycielskie w Sosnowcu. Studiów na Akademii Sztuk Pięknych w Krakowie nie podjęła ze względu na trudne warunki materialne rodziny. Pracę nauczycielki podjęła na Polesiu. Podczas II wojny światowej prowadziła tajne nauczanie. Po wyzwoleniu jako nauczycielka prowadziła w Sosnowcu również pracę teatralną z dziećmi. W 1947 zrezygnowała z niej, by wraz z mężem tworzyć Teatr Dziecka w Domu Górnika, przekształcony w 1951 w Teatr Dzieci Zagłębia w Będzinie. W 1956 otrzymała dyplom aktorski w Państwowej Wyższej Szkole Teatralnej w Krakowie.
Zagrała około 60 ról. Była też asystentką reżysera, reżyserką oraz prowadziła kronikę teatru. Po przejściu na emeryturę w 1989 prowadziła autorskie zespoły teatralne. Jest także autorką wielu opowiadań i ponad 300 wierszy, związanych z jej pracą w teatrze. W 1965 otrzymała złotą odznakę „Zasłużony dla rozwoju woj. katowickiego”.